# リスボン特急
『リスボン特急』（リスボンとっきゅう、原題：Un flic）は、1972年制作のフランス・イタリアのフィルム・ノワール。アラン・ドロン主演。フランスのフィルム・ノワールの巨匠ジャン＝ピエール・メルヴィルの最後の監督作品。

## あらすじ
シモンは表向きはパリのナイトクラブの経営者だが、実はギャングという裏の顔を持っている。ある時、シモンは仲間のルイ、マルク、ポールと大西洋に臨むある小さな町の銀行を襲撃、大金を強奪する。しかし、隙をつかれてマルクが撃たれ、負傷してしまう。
一方、パリ警視庁のエドゥアール・コールマン刑事は、ある組織が税関とグルになって麻薬をリスボン行きの特急で運び出すという情報をキャッチする。そして午後7時59分、特急は運び屋を乗せてパリを出発した。シモンら3人はヘリコプターを使った作戦でその麻薬を横取りした。
数日後、マルクの死体が発見される。シモンらに口封じされたのだ。コールマンはマルクの身元から犯人を割り出し、主犯がシモンであるとにらむ。仲間を次々と検挙したコールマンは、ついにシモンと対峙する。だが2人はかつて、堅い友情で結ばれた戦友同士だった…。

## キャスト
| エドゥアール・コールマン | アラン・ドロン         | 久富惟晴 |
| カティ                   | カトリーヌ・ドヌーヴ   | 荒砂ゆき |
| シモン                   | リチャード・クレンナ   | 臼井正明 |
| ポール・ウェベル         | リカルド・クッチョーラ | 五藤雅博 |
| ルイ・コスタ             | マイケル・コンラッド   | 長谷川弘 |
| モラン                   | ポール・クローシェ     |          |
| ポールの妻               | シモーヌ・バレール     |          |
| マルク・アルブイ         | アンドレ・プース       |          |
|                          | ジャン・ドザイー       |          |

- 日本テレビ版：初回放送1975年4月16日『水曜ロードショー』※BD収録